# شروین دوم
شِروین پسر رستم (درگذشته‌ٔ حدود ۳۱۸ (قمری)/۹۳۰ (میلادی)) از پادشاهان آل باوند (شاخه کیوسیه) تبرستان بوده است.
پس از کشته شدن رستم یکم، پسرش شروین همچنان در بند بود تا آن که «رافع بن هَرثَمه» از عمرو لیث شکست خورد و کشته شد و این یکی نیز زندانی اسماعیل سامانی گشت. امیر سامانی، لشکری به سرکردگی «محمد بن هارون» برای سرکوب «محمد بن زید» به طبرستان روانه کرد. محمد بن زید به سال ۲۸۷ قمری (۹۰۰ میلادی) شکست خورد و کشته شد و شروین از بند رست و با اطاعت از سامانیان در قلمروی پدر به فرمانروایی نشست.
آن گاه که محمد بن هارون با «ناصر کبیر» هم‌داستان شد و بر امیر سامانی شورید، شروین به یاری «ابو العباس عبدالله بن محمد نوح» که از سوی سامانیان امارت تبرستان یافته بود، برخاست. در پیکاری که در ۲۹۰ قمری (۹۰۳ میلادی) روی داد، عبدالله بن محمد نخست شکست خورد، اما سرانجام محمد بن هارون و ناصر کبیر را عقب راند. این اقدام، ارتباط شروین را با امیران سامانی استحکام بیشتری بخشید، چنان که وقتی همان «ابوالعباس عبداله»، خواست بر احمد سامانی بشورد (به سال ۲۹۷ ق/۹۱۰ م)، شروین او را از این کار باز داشت. پس از مرگ ابوالعباس (۲۹۸ ق/۹۱۱ م) و شکست جانشین او - «محمد بن صعلوک» - از سپاه ناصر کبیر، شروین از «نصر بن احمد سامانی»، سپاه خواست تا به پیکار ناصر رود. نصر بن احمد، سپاهی به سرکردگی «الیاس بن الیَسَع» به تبرستان فرستاد، اما این سپاه در برابر ناصر کبیر تاب نیاورد و کار به صلح انجامید (۳۰۱ ق / ۹۱۴ م) و تبرستان به تصرف ناصر کبیر درآمد.
شروین نیز به ناچار و از بیم ناصر کبیر با او صلح کرد  و پیمان خود را تا روزگار «حسن بن قاسم»، داعی صغیر و جانشین ناصر کبیر، همچنان نگاه داشت. اما داعی بر آن شد که شروین را از میان بردارد و بر سراسر تبرستان چیره شود. از سوی دیگر، ابوالحسین - پسر ناصر کبیر - که با داعی صغیر پنهانی کینه می‌ورزید، شروین را از عزم داعی آگاه ساخت. شروین گریخت و داعی به ولایت او تاخت و خرابی‌های بسیار به بار آورد. جالب آن که زمانی که ماکان بن کاکی به یاری ابوالقاسم و ابوالحسین - پسران ناصر کبیر - بر داعی تاختند، شروین جانب داعی را گرفت . با این همه، پس از مرگ داعی (۳۱۶ ق/۹۲۸ م) به ماکان کاکی پیوست تا قلمرو خود را حفظ کند.
آخر بار از شروین در وقایع سال ۳۱۷ قمری (برابر با ۹۲۹ میلادی) آن گاه که «ابو زکریا یحیی سامانی» از بند گریخت و بر «نصر بن احمد» شورید، یاد شده است ، اما تاریخ دقیق درگذشت شروین دانسته نیست. 